# John Franklin Meldon Hine
John Franklin Meldon Hine (Royal Tunbridge Wells, 26 de julho de 1938 – 16 de novembro de 2024) foi um clérigo católico romano britânico e bispo auxiliar emérito de Southwark.

## Educação
John Hine completou seus estudos secundários em Stonyhurst, com os jesuítas, e no Mayfield College, Sussex, dos Irmãos Xaverianos. Admitido como seminarista no Venerável Colégio Inglês de Roma, seguiu seus estudos filosóficos e teológicos na Pontifícia Universidade Gregoriana. Foi ordenado sacerdote em 28 de outubro de 1962, para a Arquidiocese de Southwark, pelo Arcebispo de Westminster William Cardeal Godfrey, no Venerável Colégio Inglês.

## Sacerdócio
De 1963 a 1978, foi vigário assistente nas paróquias de Worcester Park, Maidstone e Chatham sucessivamente e, de 1972 a 1978, também foi capelão no Estaleiro Naval em Chatham. Em 1978, Hine foi nomeado primeiro pároco da nova paróquia de Bearsted, onde supervisionou a construção da igreja e da casa paroquial. Em 1978, o Arcebispo o nomeou para a Comissão de Educação do Condado de Kent, onde atuou primeiro como Secretário e depois como Presidente.
De 1986 até sua nomeação, foi Vigário Geral e Chanceler, além de outras funções em várias áreas da Arquidiocese; nacionalmente, se envolveu no acompanhamento dos movimentos "Encontro de Casais" e "Encontro de Noivos". Também foi um Cônego da Catedral de São Jorge e se tornou um Monsenhor.

## Episcopado
Em 26 de janeiro de 2001, o Papa João Paulo II o nomeou Bispo Titular de Beverlacum e Bispo Auxiliar de Southwark. O Arcebispo de Southwark, Michael George Bowen, o consagrou em 27 de fevereiro do mesmo ano, na Catedral de São Jorge de Southwark; os co-consagradores foram o Bispo de Plymouth, Hugh Christopher Budd, e o Bispo de Portsmouth, Crispian Hollis.
Como bispo auxiliar, recebeu do Arcebispo Bowen a supervisão da Área Pastoral de Kent, que compreende os decanatos de Canterbury, Chatham, Dover, Gravesend, Maidstone, Thanet e a área de residência do Bispo Hine, Tunbridge Wells. Na Conferência Episcopal de Inglaterra e do País de Gales, era membro do Departamento de Justiça Social, com foco especial no casamento e na vida familiar.
Em dezembro de 2009, Hine foi eleito administrador diocesano pelo Colégio Diocesano de Consultores, após a renúncia do arcebispo Kevin McDonald, servindo até junho de 2010, quando o arcebispo Peter Smith foi empossado.
Apresentou sua renúncia em 2014, a qual foi aceita pelo Papa Francisco em 7 de maio de 2016. Aposentado de suas responsabilidades na Área Pastoral de Kent, o Bispo Hine aceitou uma nomeação como pároco em St Andrew's, Tenterden, onde ministrou até julho de 2020.
O bispo emérito John Franklin Meldon Hine faleceu no dia 16 de novembro de 2024, aos 86 anos, na Abbotsleigh Care Home, Staplehurst, onde residia há alguns meses, e foi sepultado na cripta da Catedral de São Jorge.